# Bonar Law
Andrew Bonar Law (Rexton, Új-Brunswick, 1858. szeptember 16. – Kensington, 1923. október 30.) brit politikus, üzletember, az Egyesült Királyság – eddig egyetlen kanadai származású – miniszterelnöke 1922 és 1923 fordulóján mintegy fél évig.

## Élete

### Ifjúkora
Andrew Bonar Law 1858-ban született Rextonban, a mai Kanada területén. Édesapja James Law, egy befolyásos és előkelő brit család sarja volt. Édesanyja halálát (1861) követően annak leánytestvére, Janet gondoskodott a kis Andrew-ról. Amikor pedig James Law újranősült, Janet elhatározta, hogy visszatér Skóciába. Felvetette, hogy esetleg Andrew is vele mehetne, amit az apa elfogadott. Így Andrew Bonar Law Glasgowba költözött, és már tizenhat évesen a család fémipari vállalkozásának alkalmazottja lett. 

### Politikai pályafutása
Bonar feltehetően az 1800-as évek vége felé kezdett érdeklődni a politika iránt, s 1900-ban csatlakozott a brit Konzervatív Párthoz. Ekkoriban ismerte meg Arthur Balfourt, akivel a későbbiekben is igen jó kapcsolatban állt. Amikor pedig Balfour 1902-ben kormányt alakíthatott, Bonar Law-t nevezte ki kereskedelmi miniszterré. Law ezen pozícióját egészen 1905-ig betöltötte. Ezt követően az 1906-os választások alkalmával, a Konzervatív Párt népszerűségcsökkenése miatt, több konzervatív képviselőhöz hasonlóan elvesztette helyét a parlamentben. Helyét végül egy pótválasztással nyerte vissza 1907-ben.
Artuhr Balfour 1911-es visszavonulását követően Bonar Law lett a Konzervatív Párt elnöke. 1914-ben igen kínos helyzetbe keveredett, ugyanis családja fémipari vállalkozása gyakran értékesített vasat a német piacon, amiből a császárság javarészt fegyvereket gyártott, így Bonar Law közvetve segítette a német fegyverkezést. Gyára ezért 1914 augusztusában beszüntette a Német Császárságba való szállítást.
Herbert Asquith koalíciós kormányában mint gyarmatügyi-miniszter szolgált. A brit háborús kabinet tagja volt, és 1916-ban támogatta David Lloyd George-ot az elnök eltávolításában. Lloyd George kormányában pénzügyminiszterként tevékenykedett, ezzel pedig az elnök jobbkezévé vált.
1921-ben lemondott a Konzervatív Párt vezetéséről.
1922-ben pedig még indulni akart a választásokon, ám Lloyd George rossz egészségi állapotára hivatkozva eltávolította pozíciójából, Law pedig visszavonult.
1923-ban egészsége rohamosan megromlott, így végül október 30-án elhunyt.